# كزافييه أورتيز
كزافييه أورتيز (بالإسبانية: Xavier Ortiz)‏ هو مغني وممثل مكسيكي، ولد في 29 يونيو 1962.

## أعمال

### أفلام
- (2008) تشي[2]

## وصلات خارجية
- كزافييه أورتيز على موقع IMDb (الإنجليزية)
- كزافييه أورتيز على موقع قاعدة بيانات الفيلم (الإنجليزية)